# Choqueuse-les-Bénards

Choqueuse-les-Bénards este o comună în departamentul Oise, Franța. În 1 ianuarie 2022 avea o populație de 99 de locuitori.